# Wagner Castropil
Wagner Castropil (17 de junio de 1966) es un deportista brasileño que compitió en judo. Ganó dos medallas en el Campeonato Panamericano de Judo en los años 1986 y 1992.
Participó en los Juegos Olímpicos de Barcelona 1992, donde finalizó vigésimo primero en la categoría de –86 kg.

## Palmarés internacional
| Campeonato Panamericano | Campeonato Panamericano | Campeonato Panamericano | Campeonato Panamericano |
| Año                     | Lugar                   | Medalla                 | Categoría               |
| ----------------------- | ----------------------- | ----------------------- | ----------------------- |
| 1986                    | Salinas (Puerto Rico)   | Medalla de bronce       | –86 kg                  |
| 1992                    | Hamilton (Canadá)       | Medalla de oro          | –86 kg                  |